# المطلب بن أزهر
الصحابي المطلب بن أزهر بن عبد عوف العدوي الزهري، أسلم بمكة قديما، ويعد من السابقين الأولين في الإسلام، هاجر إلى الحبشة، هو وامرأته: رملة بنت أبي عوف السهمية.

## إسلامه وهجرته
أسلم المطلب بن أزهر بمكة قديما، هو وامرأته: رملة بنت أبي عوف السهمية، فكلاهما من السابقين الأولين في الإسلام. وكان المطلب بن أزهر من المهاجرين، حيث هاجر هو وامرأته إلى الحبشة، وولدت له هناك ابنه عبد الله بن المطلب وكان أول من ورث في الإسلام.

## وفاته
مات المطلب بن أزهر بأرض الحبشة مهاجراً.